# Klettertechnik

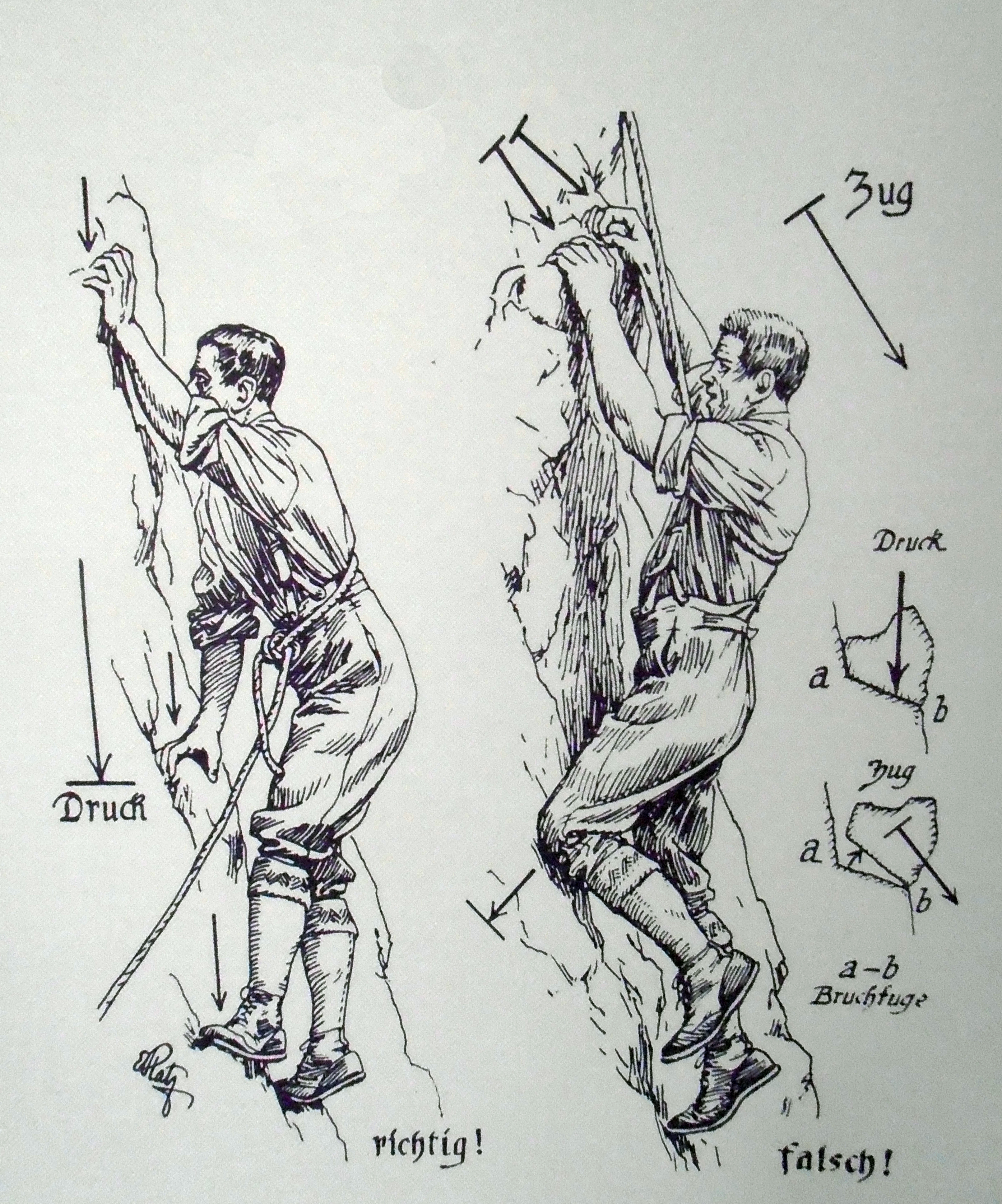
Abbildung aus einem Lehrbuch von 1924 (Ernst Platz): Darstellung der damals gängigen Klettertechnik in brüchigem Fels

In Anlehnung an die allgemeine sportliche Technikdefinitionen von Weineck 2007 und Schnabel u. a. 1997 definiert man Klettertechnik als ein in der Praxis entwickeltes, charakteristisches und zweckmäßiges Lösungsverfahren für bestimmte kletterspezifische Bewegungsaufgaben. Durch viele praktische Problemlösungen von ähnlichen Kletterbewegungsaufgaben entsteht jeweils ein im Klettern schwierig zu findendes ideales Lösungsgrundmuster, ein der Bewegung immanenter Algorithmus. In diesem Sinne bedeutet der Terminus Klettertechnik das Idealmodell einer bestimmten Kletterbewegung.
Klettertechniken beantworten die elementare, mehr oder weniger bewusste Frage „Wie löse ich ein Bewegungsproblem?“ Klettertechniken sind damit bei jeder Art des Kletterns relevant. Je höher die Schwierigkeit, desto bedeutsamer und differenzierter wird der Faktor Klettertechnik für eine gelungene Problemlösung. Aus diesem Grunde stellt das Sportklettern mit seinen Höchstschwierigkeiten die größten Anforderungen an die Klettertechnik des Freikletterns.

## Abgrenzung

### Begriffliche Abgrenzung
Der Begriff Klettertechnik ist zu unterscheiden vom Begriff technisches Klettern. Technisches Klettern bezeichnet eine bestimmte Art und Weise des Kletterns, eine Spielform, in der künstliche (technische) Hilfsmittel verwendet werden dürfen. Um technisch klettern zu können, bedarf es der Klettertechnik (im Sinne dieses Artikels) des technischen Kletterns.

### Inhaltliche Abgrenzung
Klettern beinhaltet in den meisten Fällen die Bewegungstätigkeit des Kletterers und diejenige des Sicherers, der den Kletterer mit dem Seil oder beim Bouldern durch seine Hände (Spotten) vor einem Absturz oder gefährlichen Aufprall bewahrt. Beide Tätigkeiten finden im Rahmen des Kletterns statt. Aus diesem Grund kann im Rahmen einer weit gefassten Definition von Klettertechnik auch die Sicherungstechnik dazu gezählt werden. In diesem Sinne umfasst zum Beispiel das Buch von Köstermeyer zum Thema Klettertechnik zwei Teile: Sicherungstechnik und die eigentliche Klettertechnik. Im Rahmen dieses Artikels wird eine engere Definition verwendet, die nur die Bewegungstätigkeit des kletternden Akteurs umfasst und diejenige des Sichernden ausschließt. Sicherungstechnische Handlungen spielen in diesem Sinne nur dann eine Rolle, wenn sie während des Kletterns durch den Kletterer ausgeführt werden (beispielsweise die Technik des Einhängens von Expresssets).
Klettertechnik wird aber nicht nur im Klettern des Bergsports gebraucht. Sie findet sich auch außerhalb in Form von:
- Speläoklettertechnik: Klettertechnik im Rahmen der Speläologie, Höhlenklettern,
- Klettertechnik in anderen sportlichen Tätigkeiten: Beispielsweise Stangenklettern.
- Industrieklettertechnik: Die Klettertechniken, die im Rahmen von Arbeitstätigkeiten von Industriekletterern verwendet werden.

All diese Formen sollen aber nicht Gegenstand dieses Artikels sein.

## Einteilung der Klettertechnik nach Kletterdisziplinen
Im Klettern im Rahmen des Bergsportes können verschiedene Disziplinen beziehungsweise Spielformen unterschieden werden, welche ganz unterschiedliche technische Anforderungen stellen. Oftmals wird Klettertechnik synonym zur Technik des freien Kletterns, das heißt zur Technik der Fortbewegung am Fels nur mit den eigenen Händen und Füßen verwendet. Andere Autoren verwenden aber den Begriff Klettertechnik auch für andere Disziplinen wie beispielsweise das Klettern im Eis. Korrekterweise muss der Begriff Klettertechnik für alle sportlichen Tätigkeiten, die als Klettern bezeichnet werden, gelten. Dabei kann die Klettertechnik in verschiedene logische Kategorien eingeteilt werden, welche zum Teil mehrere Disziplinen oder Teildisziplinen umfassen und die sich durch jeweils gleichartige Bewegungsprobleme und Lösungsmuster eingrenzen:
- Freiklettertechnik: Die Klettertechnik, die zur Fortbewegung nur mit Hilfe des eigenen Körpers verwendet wird. Sie wird im Sportklettern und seinen Unterdisziplinen (z. B. Bouldern und Buildering), im sächsischen Freiklettern und im klassischen Klettern gebraucht.
- Eis- und Mixedklettertechnik: Die Klettertechnik mit Hilfe von Eisgeräten, Steigeisen und Eispickel. Sie wird im Eissportklettern, im Eisklettern, im Mixedklettern, im Drytooling und im klassischen Klettern gebraucht.
- Technik des technischen Kletterns. Die Klettertechnik des Kletterns mit Hilfe von technischen Hilfsmitteln (Felshaken, Seilen, Strickleitern etc.). Sie wird im Bigwall-Klettern und im klassischen Klettern gebraucht.
- Klettersteigtechnik: Die Klettertechnik für das Begehen von Klettersteigen.

## Freiklettertechnik
Diese Technik wird beim Sportklettern, Bouldern und Klettern im alpinen Bereich eingesetzt und beschreibt Bewegungsmuster zur Fortbewegung am Fels und an künstlichen Kletterwänden. Dabei darf gemäß den Regeln des Freikletterns nur der eigene Körper verwendet werden und keine künstliche Hilfsmittel wie Trittleitern.
Die im sportlichen Sinne eigentliche Freiklettertechnik wird dann innerhalb des Bergsports vor allem im Sportklettern in all seinen Spielformen und Unterdisziplinen benötigt. Zudem werden Freiklettertechniken auch im klassischen Bergsteigen im Rahmen des traditionellen Kletterns genutzt. Da das Sportklettern sowohl als Breitensport wie auch als professioneller Leistungssport betrieben wird, entwickelten sich eine Vielzahl von Techniken und Technikelementen. Bei keiner anderen Klettertechnik wurde eine vergleichbar umfangreiche Differenzierung in verschiedene einzelne Techniken entwickelt.
Wie bei allen Kletterarten steht die Kontrolle des Körperschwerpunktes im Mittelpunkt jeder Klettertechnik. In geneigten und senkrechten Wänden ist dies meist problemlos möglich, in Überhängen und Dächern muss durch Beweglichkeit und Kraft ausgeglichen werden. Prinzipiell soll der Vorwärtshub durch das Antreten auf Tritten und Durchdrücken der Beine erzielt werden, das Ergreifen und Halten von Griffen durch die Hände soll den Körper vor dem Abkippen nach hinten bewahren. Daher sind die Grundelemente Greifen, Treten und Positionieren des Körperschwerpunktes und der Bewegungsablauf des Weitergreifens die Grundtechniken des Kletterns. Der Körperschwerpunkt ist immer so zu verlagern, dass eine Hand, bzw. ein Fuß frei wird und weiterbewegt werden kann.

### Statisches und dynamisches Klettern
Beim statischen Klettern ist die Fortbewegung eher ruhig und überlegt, es wird meist die Drei-Punkt-Technik (es müssen immer 3 Haltepunkte, Hände oder Füße an der Wand sein) angewandt. Der Vorteil dieser Technik ist die Rückzugsmöglichkeit zu jedem Zeitpunkt und damit jederzeit vollständig reversibel. Statisches Klettern ist bei schlechter Absicherung, in Mehr-Seillängen-Routen, in schlechten oder brüchigen Fels und bei Onsight-Versuchen wichtig.
Dynamisches Klettern ist ein kraftbetonter, athletischer Kletterstil, bei der der nächste Griff oder Tritt aus dem Schwung der Bewegung angegangen wird, er kann auch durch Anspringen oder Schnappen erreicht werden. Dadurch werden Kletterbewegungen möglich, die statisch nicht erreicht werden können. Allerdings sind Dynamos meist irreversibel, ein Verfehlen bedeutet einen Sturz. Daher ist ein dynamisches Klettern vor allem beim Bouldern verbreitet, bei dem ein Sturz unproblematisch ist, aber komplett neue Bewegungsmuster ermöglicht.

### Frontales Klettern, Seitliches Klettern und Eindrehen
Bei der Frontaltechnik befinden sich Hüfte und Schulter parallel zur Wand, um den nächsten Kletterzug zu machen, muss der Haltearm gebeugt werden. Indem man beide Beine diagonal setzt, entsteht eine stabile Kletterstellung. Diese Kletterstellung ist traditionell entstanden und je nach Lage der Tritte und Griffe notwendig, so z. B. wenn Trittlöcher kein seitliches Antreten erlauben. Bei Untergriffen ist diese Körperzange auch zwischen 2 Händen möglich.
Seitliches Antreten und Eindrehen spart im Gegensatz zur Frontaltechnik Kraft und ist besonders in Überhängen und Dächern effektiv. Mit dem Eindrehen, also dem Zuwenden der Körperseite und der Schulter zur Wand können auch große Griffabstände überwunden werden. Dabei wird der ganze Körper und der Körperschwerpunkt näher an die Wand gebracht und Tritte besser belastet.

### Reibungstechnik

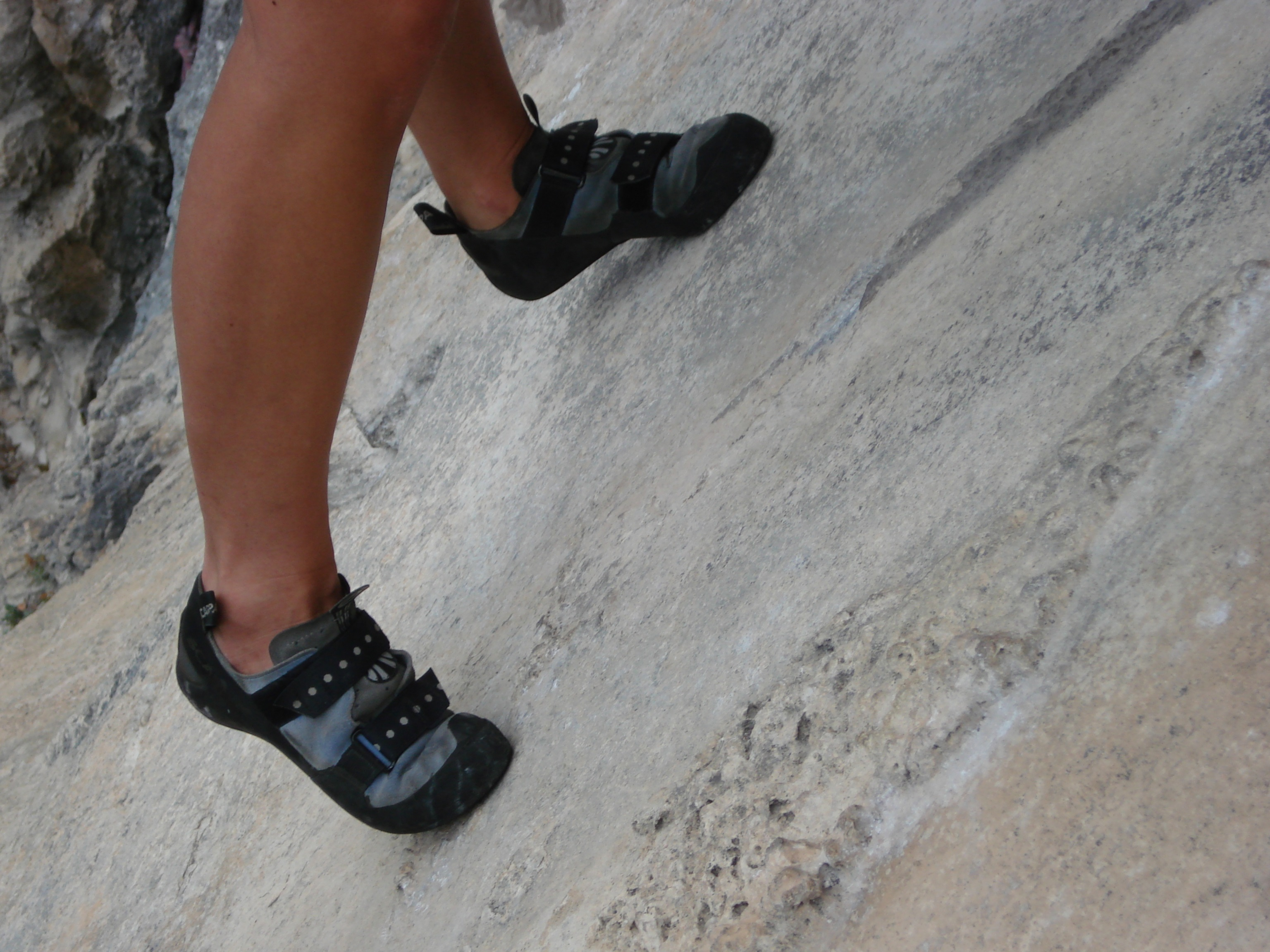
Beispiel wie auf einer (fast) senkrechten Platte gestanden werden kann

In geneigtem Gelände ist eine gute Fuß- und Tritttechnik notwendig, insbesondere in Platten ohne wesentlichen Tritten. Der Schlüssel zu einer guten Reibungstechnik ist die richtige Körperposition und damit der Körperschwerpunkt. In geneigtem, also weniger als 90 Grad steilem Geländer sollte der Körperschwerpunkt bei einer aufrechten Körperhaltung senkrecht über den belasteten Füßen liegen. Damit wird Druck und Reibung erzeugt, die einen stabilen Stand erlauben. Wird der Körperschwerpunkt in Richtung Wand verlagert, wird die Trittfläche und Reibung kleiner und damit die Position instabiler. Da man auf Reibungsplatten selten Griffe oder Löcher findet, helfen Stützgriffe an Mulden, kleinen Wölbungen und Leisten bei der Stabilisierung. Reibungskletterei kommt fast nur am Fels vor, selten ist diese in der Halle notwendig, daher sind Hallenkletterer in dieser Technik meist ungeübt.

### Rissklettern und Klemmtechniken

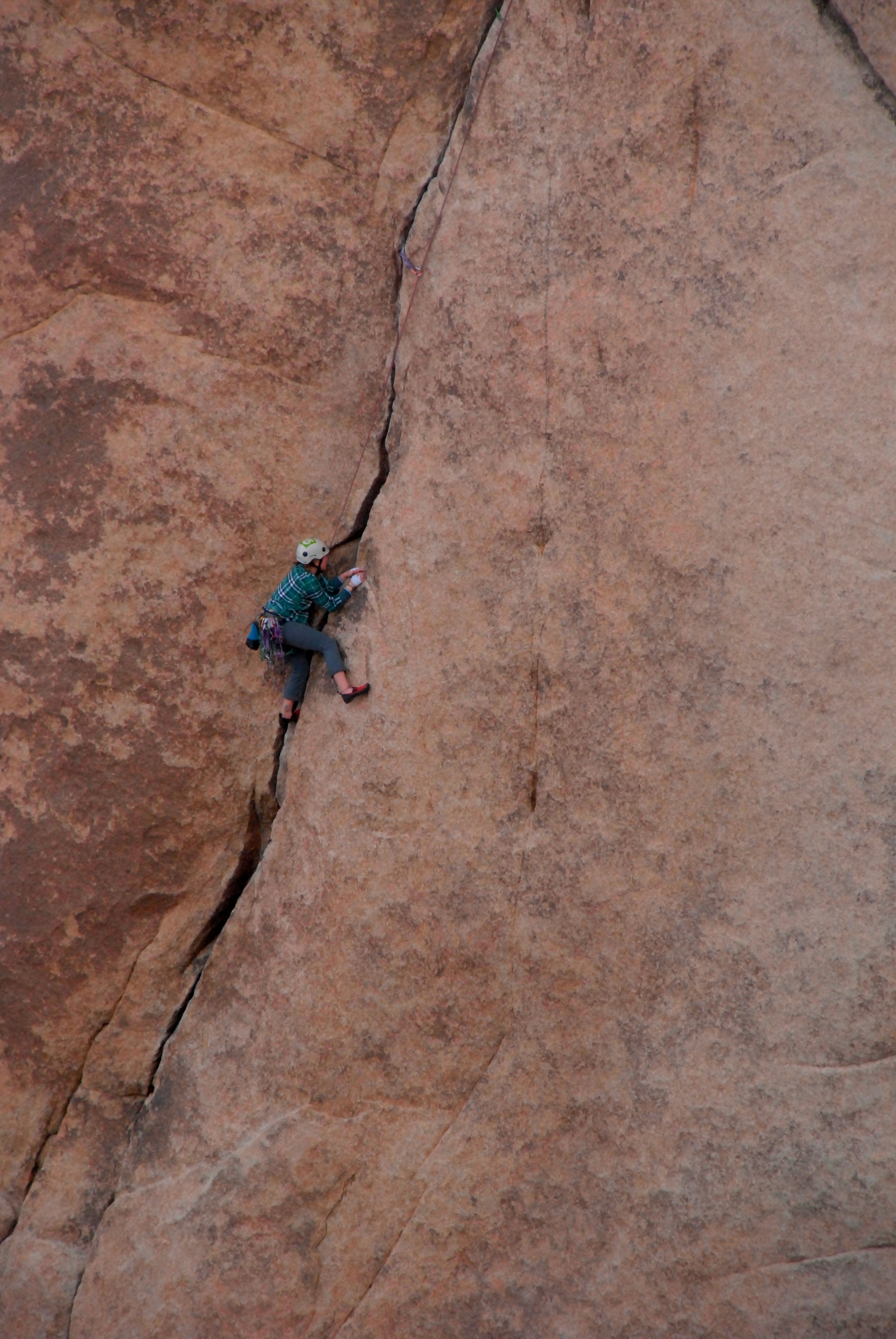
Rissklettern: ein Fuß und eine Hand ist im Riss verklemmt

Klemmtechniken werden angewendet, indem der Körper durch Verklemmen der Finger, der Hand, des Fußes oder anderer Körperteile stabilisiert wird. Das geschieht durch Verdrehen, mit Gegendruck und/oder mit Muskelanspannung. In Finger-, Hand- und Faustrissen muss die ganze Handfläche verklemmt werden, um die Reibung zwischen Haut und Fels zu maximieren. Ohne gute Technik sind Risse schwierig und schmerzhaft, insbesondere dann, wenn die Finger gut verkeilt sind und die Füße abrutschen. Wenn absehbar ist, dass in einer Klettertour lange Hand- und Faust-Risse zu klettern sind, ist es daher empfehlenswert, die Hände und Finger mit Tape zu umwickeln. Je nach Breite des Risses wird mit Finger verklemmt, mit der Hand oder mit der Faust, dazu gibt es mehrere Techniken.
In breiteren Rissen kann die Scherentechnik angewendet werden, dabei werden die Arme gestreckt und über Kreuz in den Riss gesteckt. In noch breiteren Rissen kommt die Schultertechnik zum Einsatz: hier wird mit einer Körperhälfte im Riss verklemmt und mit Hilfe der Beine langsam höher geschoben.
Besonders schwierig zu klettern sind Übergänge von einer Rissbreite zur nächsten, da der Körper und die Körperspannung neu justiert werden müssen.

### Kamin- und Stemmtechnik
Die Stemmtechnik ist eine raupenartige Gegendrucktechnik, die in Kaminen angewendet wird. Ein Kamin sind zwei mehr oder minder parallel Wände, in die der ganze Körper passt. Beide Füße stehen dabei auf einer Kaminseite und der Rücken wird gegen die andere Seite gedrückt. Dadurch entsteht ein Gegendruck, der den Körper fest verkeilt und damit stabil in der Position hält. Durch wechselseitiges Höhersetzen kann eine Fortbewegung erzielt werden.

### Spreizen und Stützen

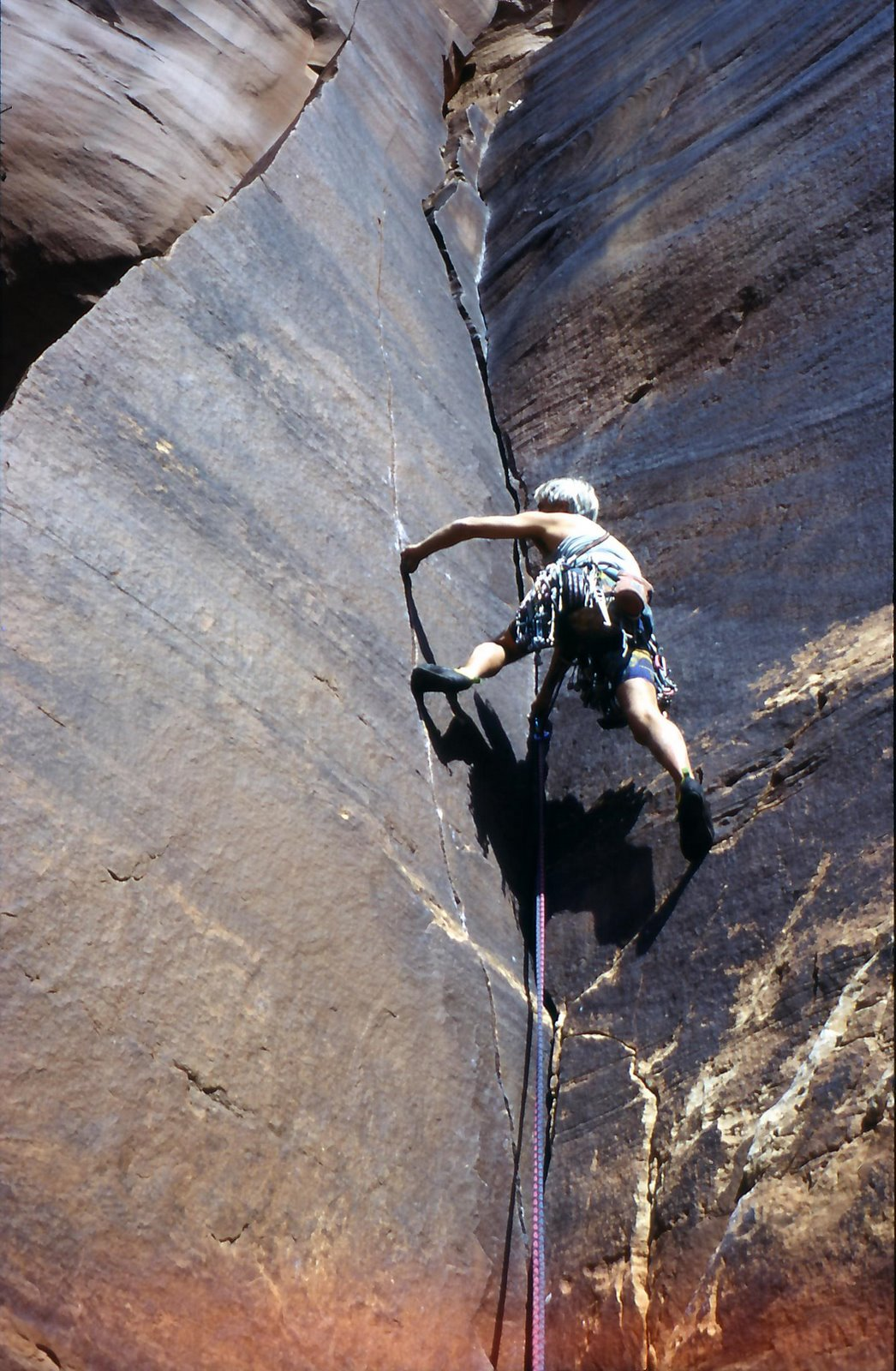
Spreizen in einer Verschneidung

Durch das Ausspreizen weit auseinanderliegender Tritte mit den Beinen vergrößert sich die Standfläche und der Körperschwerpunkt senkt sich ab. Dadurch wird diese Position sehr stabil und kraftsparend. Zum Weitertreten wird mit der einen Hand abgestützt und mit dem anderen Fuß hoch getreten. Wechselt man diese Technik von rechter zu linker Körperseite ab, dann kann ein flüssiger Bewegungsablauf entstehen. Spreizen und Stützen wird besonders häufig in Verschneidungen angewandt, diese bestehen aus mehr oder minder rechtwinkelig aufeinander treffenden Felswänden. Sogar bei glatten Fels kann damit eine gute Fortbewegung erzielt werden. Ebenso können Überhänge mit den Beinen ausgespreizt werden, nicht selten können dadurch brauchbare Rastpunkte gefunden werden. Diese Technik ist am Fels wesentlich, in der Halle gibt es meist keine bis wenige Routen, die diese Technik erfordern.

### Piazen

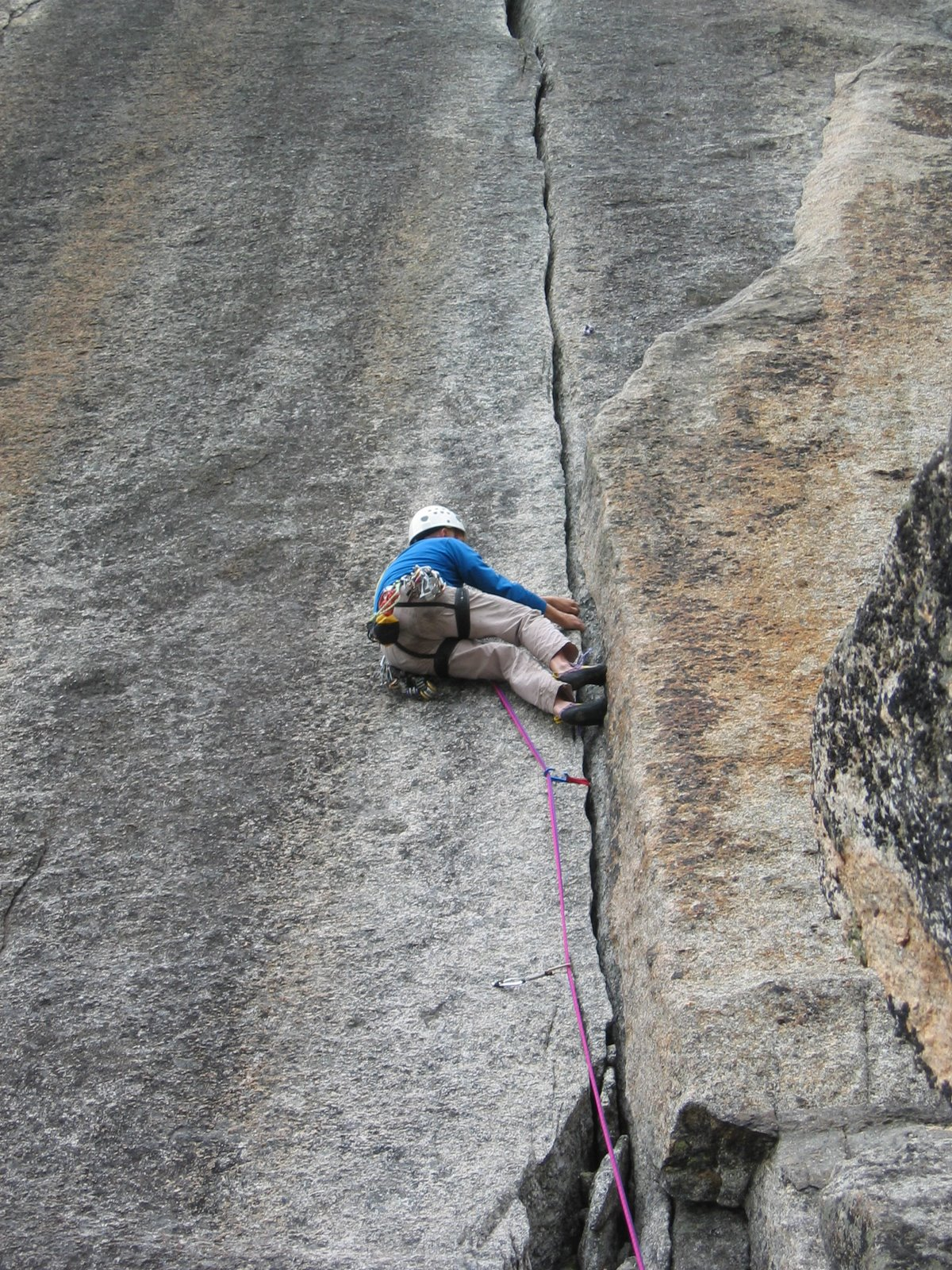
Klettertechnik des Piazen in einem Riss, hier: Schweiz, Graue Wand, Route Conquest (7a)

Die Piaztechnik ist eine Gegendrucktechnik für Risse, Schuppen und Kanten unter Verlagerung des Körperschwerpunktes nach hinten. Dadurch entsteht ein verstärkter Zug der Hände an den Griffen und ein verstärkter Druck der Füße auf die Tritte. Der Winkel zwischen Armen und Beinen ist entscheidend. Bei trittlosen Abschnitten ist diese Technik sehr hilfreich, wenn auch kraftraubend.

### Andere Techniken
Beispiele für spezielle Techniken im Klettersport sind die verschiedenen Grifftechniken: So können je nach Form des Griffs und Belastungsrichtung die Finger aufgestellt, halboffen oder offen den Fels fassen, Spezialfälle sind Unter- und Zangengriffe. Als besondere Beintechnik in Überhängen wird der Foothook (Heelhook, Toehook) eingesetzt. Die Froschtechnik (beide Beine hochsetzen und dann durchdrücken) erfordert ein hohes Maß an Beweglichkeit. Fortgeschrittenere Klettertechniken wie Dynamo, Ägypter und Figure of Four sind meist nur in sehr schwierigen Routen und in der Halle von Bedeutung. Wichtig im Rahmen einer guten Klettertaktik ist auch das Erholen von Überbelastungen während einer Kletterroute, um neue Kräfte zu sammeln. Techniken hierfür sind das Einnehmen von möglichst wenig anstrengenden Rastpositionen – idealerweise von No-Hands Rests –, um Hände und Arme ausschütteln zu können. Das gezielte Einnehmen und Ausnutzen von Rastpositionen fällt allerdings schon nicht mehr unter den Begriff der Klettertechnik, sondern gehört zur Klettertaktik.